# نازح

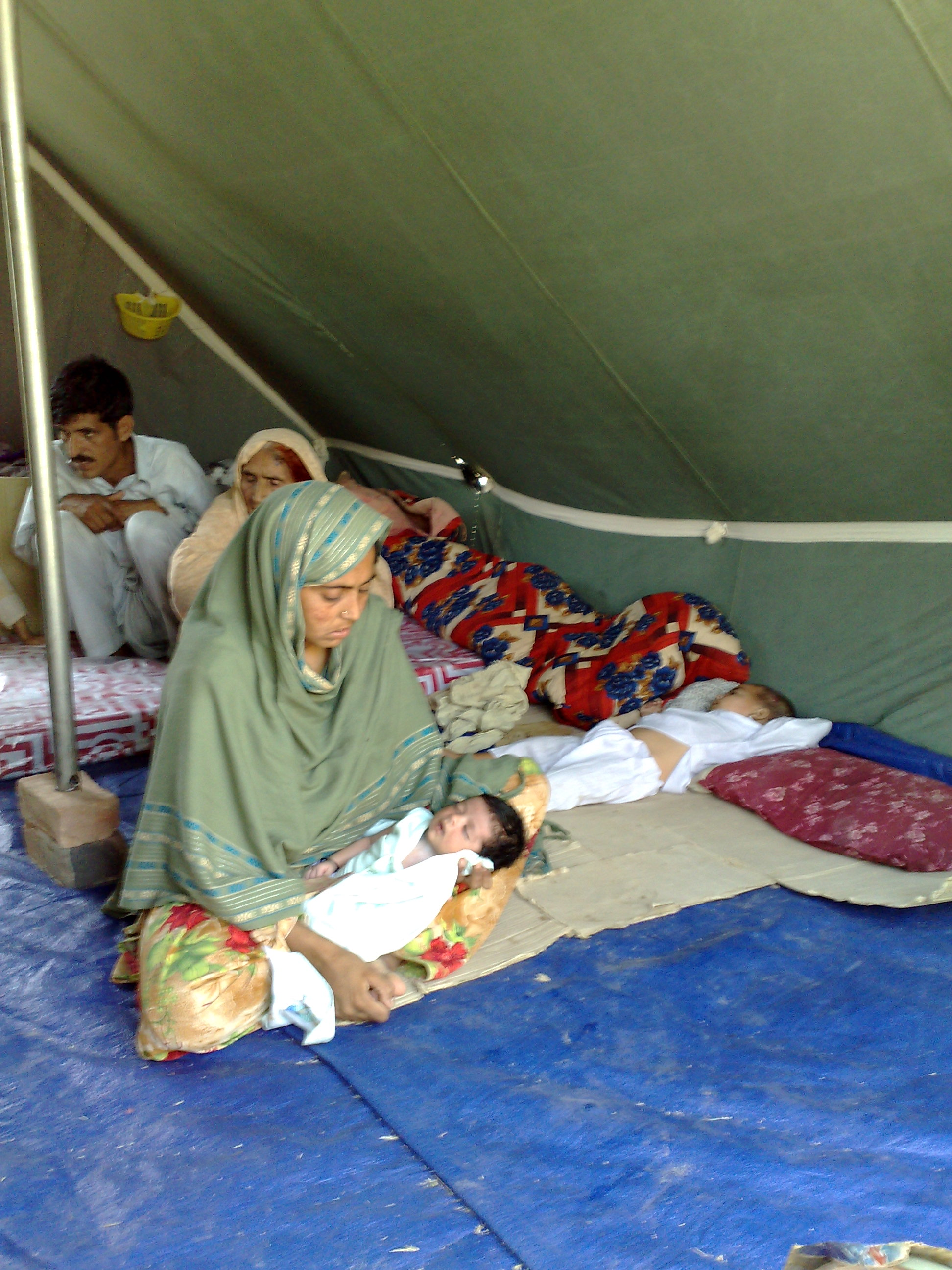
عائلة تسكن مخيما للنازحين، والطفلة ولدت فترة النزوح.

النازحون (الذين يعرفون أيضاً باللاجئين عندما يغادرون بلدهم) هم أشخاص يضطرون إلى مغادرة مكان إقامتهم لأسباب مختلفة مثل العنف، وبالتالي يضطرون إلى مغادرة منازلهم إلى أماكن أخرى في بلدهم أو قد يلجأون إلى الخارج.
تُعرف المفوضية السامية للأمم المتحدة لشؤون اللاجئين النازح بأنه شخصٌ لم يعبر حدودًا دولية بحثًا عن الأمان، ولكنه بقي داخل وطنه وفي حماية حكومته، حتى وإن كانت تلك الحكومة سببًا في نزوحه. وغالبًا ما يصعب على الجهات الدولية الوصول لتلك الفئات أو تقديم المساعدات اللازمة لها، لهذا، في تُدرج ضمن الفئات الأشد ضعفًا في العالم.
تدعم المفوضية السامية للأمم المتحدة لشؤون اللاجئين ما يقرب من ثلاثة أرباع النازحين حول العالم.
وفقًا لمركز النزوح الداخلي، فقد نزح نحو 41.3 مليون شخص حول العالم مع نهاية عام 2018؛ إما بسبب الصراعات المسلحة أو انتشار العنف أو بسبب انتهاكات حقوق الإنسان المختلفة.